# Michal Tučný
Michal Tučný (ur. 11 stycznia 1947 w Pradze, zm. 10 marca 1995) – czeski piosenkarz i autor tekstów. Uchodzi za legendę czeskiej muzyki country.

## Twórczość (wybór)
- Všichni jsou už v Mexiku
- Blízko Little Big Hornu
- Báječná ženská
- Pověste ho vejš
- Prodavač